# Póvoa (Miranda de Duero)
Póvoa (en mirandés Pruoba) es una freguesia portuguesa del municipio de Miranda do Douro, con 22,42 km² de superficie y 243 habitantes (2001). Su densidad de población es de 10,8 hab/km².